# Club de Fútbol Correcaminos de la UAT
El Club de Fútbol Correcaminos de la Universidad Autónoma de Tamaulipas és un club de futbol mexicà de la ciutat de Ciudad Victoria, Tamaulipas.

## Història
El club va ser fundat el 1980. Jugà a la primera divisió mexicana entre les temporades 1987-88 i 1994-95. A més ha jugat 32 cops a segona divisió (Liga de Ascenso/Primera A) fins a l'any 2011.

## Palmarès
- Liga de Ascenso: 
  - Apertura 2011

- Segunda División de México: 
  - 1951986-878-59, 1993-94